# Chilecito (flygplats)
Chilecito är en flygplats i Argentina. Den ligger i den nordvästra delen av landet, 1 000 km nordväst om huvudstaden Buenos Aires. Chilecito ligger 944 meter över havet.
Terrängen runt Chilecito är platt åt sydost, men åt nordväst är den kuperad. Runt Chilecito är det glesbefolkat, med 9 invånare per kvadratkilometer.. Närmaste större samhälle är Anguinán, 2,4 km nordväst om Chilecito.
Omgivningarna runt Chilecito är i huvudsak ett öppet busklandskap.